# Emydocephalus
Emydocephalus es un género de serpientes marinas venenosas de la familia Elapidae. Se distribuyen desde el este del océano Índico al oeste del océano Pacífico.

## Especies
Se reconocen las 3 siguientes listadas alfabéticamente según The Reptile Database:
- Emydocephalus annulatus Krefft, 1869
- Emydocephalus ijimae Stejneger, 1898
- Emydocephalus szczerbaki Dotsenko, 2011